# Bovalino
Bovalino é uma comuna italiana da região da Calábria, província de Reggio Calabria, com cerca de 8.350 habitantes. Estende-se por uma área de 17 km², tendo uma densidade populacional de 491 hab/km². Faz fronteira com Ardore, Benestare, Casignana, San Luca.

## Demografia
| Variação demográfica do município entre 1861 e 2011                               |
|                                                                                   |
| Fonte: Istituto Nazionale di Statistica (ISTAT) - Elaboração gráfica da Wikipedia |